# كلاي بولاند
كلاي بولاند (بالإنجليزية: Clay Boland) هو طبيب أسنان وكاتب أغاني أمريكي، ولد في 25 أكتوبر 1903، وتوفي في 1963.

## وصلات خارجية
- كلاي بولاند على موقع IMDb (الإنجليزية)
- كلاي بولاند على موقع ميوزك برينز (الإنجليزية)
- كلاي بولاند على موقع أول ميوزيك (الإنجليزية)
- كلاي بولاند على موقع ديسكوغز (الإنجليزية)